# Kozula
Kozula – osada kolonii Grabanów-Kolonia w Polsce położona w województwie lubelskim, w powiecie bialskim, w gminie Biała Podlaska. Leży na północ od miasta Biała Podlaska przy drodze do Rokitna. 
W okresie międzywojennym w Kozuli mieścił się pałacyk należący do Kazimierza Tołłoczki. Po drugiej wojnie światowej pałacyk wraz z terenami przyległymi został przejęty przez państwo i w 1947 r. utworzono istniejący także obecnie Dom Pomocy Społecznej.
W latach 1975–1998 miejscowość administracyjnie należała do województwa bialskopodlaskiego.

## Zabytki
Według rejestru zabytków Narodowego Instytutu Dziedzictwa na listę zabytków wpisane są obiekty:
- zespół dworski k. XIX w., nr rej.: A-134 z 31.12.1983

-dwór, park.